# 戴兵
戴兵（1967年8月—），安徽南陵人，中华人民共和国外交官，曾任外交部非洲司司长和中国常驻联合国代表团第一副代表（特命全权大使衔），现任中华人民共和国驻大韩民国特命全权大使（第9任）。

## 生平
1992年本科毕业于安徽师范大学外语系。1995年进入中华人民共和国外交部非洲司工作，先后任科员、三秘。1998年，任中国驻南非大使馆三秘、二秘。2001年，任外交部非洲司二秘、副处长。2003年，任宁夏回族自治区人民政府外事办公室副处长。2004年，任外交部非洲司处长、参赞兼处长。2007年，任外交部办公厅参赞。
2008年出任中国驻南非大使馆公使衔参赞。2010年调任中国驻新加坡大使馆公使衔参赞。2013年，任外交部北美大洋洲司公使衔参赞。2014年，任外交部非洲司副司长。2017年，任外交部非洲司司长。2020年8月，任中国常驻联合国代表团第一副代表、特命全权大使。2024年12月，接替邢海明出任第9任中华人民共和国驻韩国大使。

## 家庭
已婚，有一子。